# Doliornis
Doliornis (лат.) — род птиц семейства котинговых отряда воробьинообразных. Выделяют 2 вида, которые обитают в Южной Америке, где они распространены в Андах, от центральной Колумбии и вдоль восточного склона Эквадора до центрального Перу. 
Представители данного рода достигают размера около 21 см в длину. Обитают в высокогорных андских лесах, между 2600 и 3600 м.

## Виды
В состав рода включают два вида:
- Doliornis sclateri Taczanowski, 1874 — Коричневобрюхий ампелион — Перу
- Doliornis remseni Robbins, Rosenberg & Sornoza-Molina, 1994 — Колумбия и Эквадор